# وينغيرشيم
وينغيرشيم (بالفرنسية: Wingersheim)‏ هي بلدية تقع في إقليم الراين الأسفل من منطقة ألزاس في شمال شرق فرنسا. تبلغ مساحة هذه المدينة 8 (كم²)، يبلغ عدد سكانها 1143 نسمة حسب إحصاء المعهد الوطني للإحصاء والدراسات الاقتصادية سنة 2009 م. وترأس Bernard Freund البلدية خلال فترة (2008 - 2014).

## وصلات خارجية
- صفحة البلدية على موقع المعهد الوطني للإحصاء والدراسات الاقتصادية (بالفرنسية)